# 絕地戰警FOR LIFE
是一部於2020年上映的美國動作喜劇電影，2003年電影《绝地战警2》的續集，由阿迪爾·艾爾·阿比和畢拉爾·法拉執導。主演包括威爾·史密斯、馬汀·勞倫斯、葆拉·努涅斯、凡妮莎·哈金斯、亞歷山大·路德韋格、查爾斯·梅爾頓、雅各布·西皮奧、凱特·戴卡斯提洛、尼基·賈姆和喬·潘托利亞諾。故事發生在前集的17年後，馬可士·巴涅特（Marcus Burnett，勞倫斯飾演）現在是一名警督察，而麥克·勞里（Mike Lowrey，史密斯飾演）正處於中年危機中。當墨西哥的黑幫母子引起了一連串的謀殺案時，他們兩人將再次共同合作打擊犯罪。
《絕地戰警FOR LIFE》於2020年1月17日在美國上映，由索尼影視娛樂發行。電影正評居多，並收穫4.26億美元的票房佳績，勝於前兩部，同時成為2020年票房第四高的電影。2020年11月获第46届人民选择奖年度最佳影片奖及最佳男演员奖。

## 劇情
墨西哥毒梟貝尼託的遺孀伊莎貝·阿雷塔斯在兒子艾曼多·阿雷塔斯的幫助下逃離監獄，隨後艾曼多前往邁阿密追回父親生前藏匿的一大筆錢，並暗殺了辦理父親被捕及最終在監獄中死去的相關人士。伊莎貝要求兒子最後再殺死麥克·勞里警探。
在邁阿密，麥克陪著搭檔馬可士迎接後者的第一個孫子。年邁的馬可士打算退休來陪伴家人，並對持續要自己工作的麥克感到不滿。在警局慶祝馬可士的聚會上，麥克遭到艾曼多槍擊，昏迷了幾個月。伊莎貝不滿兒子先對麥克下手，使艾曼多改暗殺他名單上的其他目標。
麥克康復後決心報仇，並試圖招募現已退休的馬可士，但被對方堅持拒絕。麥克從線人那獲得了軍火商布克·葛拉西的存在。霍華警監命令麥克遠離調查，最後勉強答應麥克的前女友莉塔領導的高科技團隊——菁英小組（AMMO）合作。當團隊監視著葛拉西的軍火交易時，麥克發現買方企圖殺死葛拉西並進行干預，但未能挽救對方。後來，一位老線人卡弗·雷米致電給馬可士，要求對方保護他免於殺手的暗殺。馬可士和麥克前往卡佛那，但為時已晚，無法挽救他。艾曼多與麥克纏鬥一番後逃走。
霍華警監後來透露了他也打算退休，並向麥克提出了他需要尋找前進道路的建議。但他突然遭到艾曼多暗殺。警監的死讓馬可士打消退休念頭並與菁英小組合作。調查葛拉西的會計師後，眾人追查起名為跩羅的黑幫份子。他們滲透到跩羅的生日派對，但雙方展開一連串飛車追逐和槍戰。跩羅被艾曼多的直昇機接走時，麥克也跟了上去，迫使艾曼多殺了跩羅。艾曼多企圖向麥克開槍時說了「要死一起死」（Hasta el fuego），但在馬可士用機槍的掩護下，麥克跳落海中。
菁英小組因失手而被關閉。麥克發現艾曼多是自己的兒子；在與馬可士合作之前，麥克在阿雷塔斯販毒集團臥底時遇見了伊莎貝。他們墜入愛河，並打算以「要死一起死」作為秘密口號一起逃跑。麥克最後仍忠於警察的身份，讓警方逮捕伊莎貝入獄。不管麥克的反對，馬可士與菁英小組前往墨西哥城對抗伊莎貝。
在伊達爾戈宮（Hidalgo Palace），麥克相遇伊莎貝，並指責對方向他隱瞞真相。隨後菁英小組和敵方士兵展開激烈槍戰。馬可士射擊了伊莎貝支援直昇機的飛行員，導致其墜入中央大廳並起火。馬可士對上伊莎貝，麥克則與艾曼多交手並解釋真相。麥克拒絕與兒子交手而遭對方毆打，直到他從母親那證實了麥克士自己父親的真相。艾曼多意識到自己所受的訓練都是謊言後試圖保護父親，導致伊莎貝在瞄準麥克時無意中射傷了艾曼多的右胸。被激怒的伊莎貝在試圖攻擊麥克時遭莉塔從後方射殺，死去的伊莎貝隨之墜入下方的大火中死去。
返回美國後，凱莉升為警監，麥克和馬可士被任命為菁英小組的負責人。麥克拜訪了關押艾曼多的監獄，為他提供了獲得一些贖回的機會，他接受了這份救贖工作。

## 演員
- 威爾·史密斯飾演麥可·尤金·「麥克」·勞里警探（Detective Lieutenant Michael Eugene 'Mike' Lowrey）
- 馬汀·勞倫斯飾演馬可士·巴涅特警探（Detective Lieutenant Marcus Miles Burnett）
- 葆拉·努涅斯飾演莉塔·塞卡達（Rita Secada）
- 凡妮莎·哈金斯飾演凱莉（Kelly）
- 亞歷山大·路德韋格飾演多恩（Dorn）
- 查爾斯·梅爾頓（英语：Charles Melton (actor)）飾演瑞夫（Rafe）
- 雅各布·西皮奧飾演艾曼多·阿雷塔斯（Armando Aretas）
- 凱特·戴卡斯提洛飾演伊莎貝·「女巫」·阿雷塔斯（Isabel 'La Bruja' Aretas）
- 尼基·賈姆（英语：Nicky Jam）飾演跩羅（Zway-Lo）
- 喬·潘托利亞諾飾演康拉德·霍華警監（Captain Conrad Howard）
- 泰瑞莎·藍道（英语：Theresa Randle）飾演泰蕾莎·巴涅特（Theresa Burnett）
- 麥可·貝飾演婚禮主持人（Wedding MC）
- DJ卡利飾演屠夫曼尼（Manny the Butcher）

## 製作
2008年6月，麥可·貝表示他可能執導第三部《絕地戰警》電影，但是潛在的續集最大障礙是成本，因為他和威爾·史密斯的薪水都很高昂。2009年8月，哥倫比亞影業聘請彼得·克萊格為續集撰寫劇本。2011年2月，馬汀·勞倫斯表示電影正處於開發階段。2014年6月，傑瑞·布洛克海默宣佈編劇大衛·邦德曼正在製作續集的故事情節。兩個月後，勞倫斯說劇本已經寫好了。2015年6月，喬·卡納漢為編劇和執導電影進行早期洽談。兩個月後，索尼影視娛樂宣佈《絕地戰警3》將於2017年2月17日上映，續集《絕地戰警4》將於2019年7月3日上映。2016年3月5日，宣佈上映日期提前至2017年6月2日。製片人計劃於2017年初開始製作電影。2016年8月11日，宣佈上映日期推遲至2018年1月12日，以避免與即將上映的DC擴展宇宙電影《神力女超人》進行票房競爭，並把片名改為《Bad Boys for Life》。勞倫斯在《吉米夜現場》上透露拍攝可能於2017年3月開始。2017年2月6日，宣佈上映日期再度推遲至2018年11月9日。2017年3月7日，卡納漢因為檔期衝突退出電影的執導。
2017年8月，索尼影視娛樂在上映計劃中刪除了第三部電影，其後勞倫斯表示該電影不會製作。2018年2月，據報導續集再次被策劃，並由比利時搭檔導演阿迪爾·艾爾·阿比和畢拉爾·法拉執導電影。馬汀·勞倫斯和威爾·史密斯回歸飾演自己的角色。2018年12月，據報導喬·潘托利亞諾回歸飾演自己的角色。

### 拍攝
主體拍攝於2019年1月7日在佐治亚州亚特兰大開始進行，並於2019年6月7日在佛罗里达州迈阿密海滩殺青。

## 發行
《絕地戰警FOR LIFE》於2020年1月17日在美國上映，由索尼影視娛樂發行。

## 反響

### 評價
爛番茄根據267條評論，持有76%的新鮮度，平均得分6.2／10，觀眾投票獲得93%的分數，平均得分為4.6／5。在Metacritic上，電影獲得59分。

### 票房
台灣方面，首週四天票房為新台幣4277萬元；次週票房累計至新台幣8653萬元；第三週票房累計至新台幣1.21億元；第四週票房累計至新台幣1.29億元。
| 上一届： 《1917》             | 2020年美國週末票房冠軍 第3-5週 | 下一届： 《猛禽小隊：小丑女大解放》 |
| 上一届： 《白頭山：半島浩劫》 | 2020年台北週末票房冠軍 第3-4週 | 下一届： 《1917》                   |

### 获奖与提名
该影片获第46届人民选择奖2020年年度最佳影片、最佳动作影片、最佳男演员、最佳女演员、最佳动作片演员等多个奖项提名，最终赢得2020年年度最佳影片奖、主演威尔·史密斯获最佳男演员奖。

## 續集
2020年1月，在《絕地戰警FOR LIFE》首周末獲得票房成功後，索尼宣佈將製作《絕地戰警4》，而克里斯·布蘭納（Chris Bremner）將回歸為系列第四部作品撰寫劇本。

## 外部連結
- 互联网电影数据库（IMDb）上《絕地戰警FOR LIFE》的资料（英文）
- 爛番茄上《絕地戰警FOR LIFE》的資料（英文）
- AllMovie上《絕地戰警FOR LIFE》的资料（英文）
- Metacritic上《絕地戰警FOR LIFE》的資料（英文）
- Box Office Mojo上《絕地戰警FOR LIFE》的資料（英文）
- 開眼電影網上《絕地戰警FOR LIFE》的資料（繁體中文）
- 豆瓣电影上《絕地戰警FOR LIFE》的資料 （简体中文）
- 时光网上《絕地戰警FOR LIFE》的資料（简体中文）